# Фотина, Дина Георгиевна
Дина Георгиевна Фотина — советский хозяйственный и государственный деятель, Герой Социалистического Труда.

## Биография
Родилась в 1938 году в Москве. Член КПСС.
В 1957—1993 — оператор завода железобетонных изделий № 7 производственного объединения «Мосспецжелезобетон» Главмоспромстройматериалов при Мосгорисполкоме.
Указом Президиума Верховного Совета СССР от 3 июня 1982 года присвоено звание Героя Социалистического Труда с вручением ордена Ленина и золотой медали «Серп и Молот».
Делегат XXVI съезда КПСС.
Умерла в 2022 году в Москве.

## Награды и звания
- Герой Социалистического Труда (03.06.1982)
- Орден Ленина (11.03.1974, 03.06.1982)